# 비앙디에

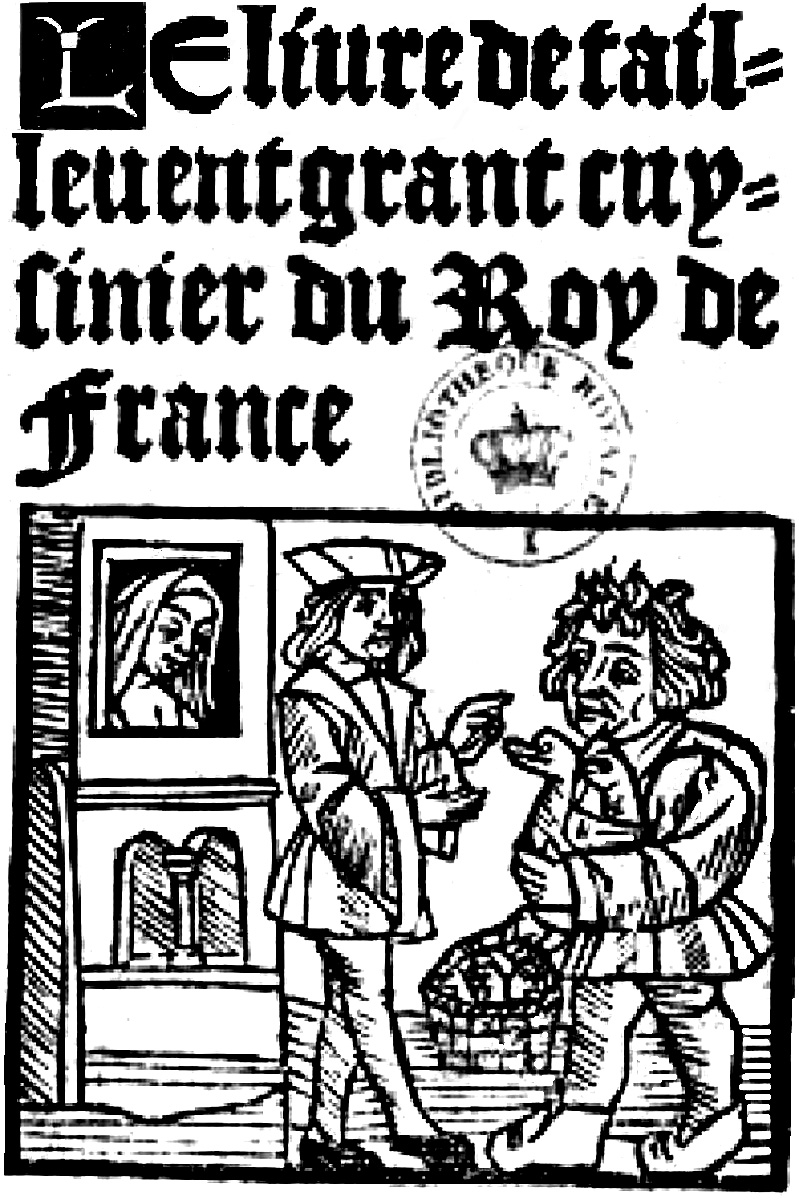
15세기에 제작된 《타유방의 요리서》 목판인쇄본의 표지.

《타유방의 요리서》(프랑스어: Le Viandier de Taillevent)는 14세기 프랑스 왕실의 전속 요리사였던 기욤 드 티렐(일명 타유방)이 쓴 것으로 알려진 요리서이다. 프랑스 요리를 문자로 체계화시킨 최초의 텍스트로 평가받는 이 작품은 14세기 후반에 수고본의 형태로 출간된 이후 꾸준히 재출간되었다.

## 유래
‘비앙디에’(Viandier)라는 제목은 프랑스어로 ‘viande’에서 유래했으리라 추측된다. 현대불어에서 ‘고기’라는 의미로 쓰이는 이 단어는 17세기까지는 일반적인 음식을 가리키는 단어로 사용되었다. 이 viande라는 단어의 어원은 속라틴어인 ‘vivandia’로 거슬러 올라가는데, 이는 삶에 요긴한 것을 의미하며 여기에서 파생된 단어인 ‘군 취사병’(vivandière)은 오늘날에도 사용되고 있다.

## 역사
《타유방의 요리서》의 오랫동안, 14세기 말 프랑스 왕 샤를 5세의 수석요리장이었던 기욤 드 티렐의 저서로 알려져 있었으나, 20세기 초 스위스의 시옹 지방에서 《요리서》에 등장하는 대부분의 레시피가 수록된 수고본(일명 시옹 본)이 등장하고, 이 판본이 14세기 초에 제작된 것으로 판명되면서 저자미상의 작품으로 남게 되었다. 시옹 본 이전까지 가장 오래된 판본으로 알려진 프랑스 국립도서관에서 발견된 수고본(일명 국립도서관본)은 적어도 1380년대에 제작된 것으로 보인다. 그 외에도 파리 고문서도서관에 소장 중인 수고본(일명 Mazarine본)과 바티칸 도서관이 소장 중인 수고본(일명 바티칸 본)이 현존하는 중요한 수고본이다. 특히 바티칸 본은 19세기 프랑스의 연구자로 비앙디에의 판본을 정리 연구하여 출간한 제롬 피숑 남작과 조르쥬 비께르에 의해 가장 정확한 판본으로 인정 받고 있다. 이외에도 16세기에 이르기까지 다수의 목판 인쇄본이 출간되었는데, 이들은 14세기에 제작된 판본들과는 내용 면에서 다소의 차이를 보이고 있다.
구성
세 개의 수고본은 세부적인 차이는 있지만, 크게는 다음과 같은 순서로 구성되어 있다.
- 〈간단한 요리법〉
- 〈포타주를 만드는 방법〉
- 〈뭍에서 사는 짐승의 구이〉
- 〈앙트르메〉
- 〈병자를 위한 요리〉
- 〈생선의 구이〉
- 〈사용되는 소스〉

다만, 바티칸 본은 여기에 포도주를 보관하는 방법과 함께, 차례에는 등장하지 않는 약 20개 정도의 요리법들이 추가되어 있는데, 이들 요리는 연회에서 사용되는 장식용 앙트르메와 달콤한 후식 등으로 이루어져 있다.

## 특징
《타유방의 요리서》에 수록된 요리법들은 육계나무 껍질, 정향, 천국의 씨앗, 육두구 등 다채로운 향신료들을 풍성하게 이용한다. 또한 당대에 식초의 대용으로 애용되었던 버주스가 자주 언급되고 있다. 프랑스 아카데미 회원이었던 장-프랑수아 르벨은 《요리서》의 공헌으로 첫째, 소스에 중요성을 두고 여러 가지 소스를 개발했다는 점, 그리고 둘째, 새로운 요리의 도입에 그 치지 않고 오래된 요리를 개선하고 세련했다는 점을 들고 있다.

- 햇 완두콩 크레톤 요리

곤죽이 될 때까지 콩을 익힌 다음 물을 빼고 비계에 튀기시오. 그리고 나서 소젖을 한소끔 끓인 다음 여기에 빵을 넣고, 빻은 생강과 사프란을 준비하여 우유에 뿌린 다음 끓이시오. 끓는 물에 익힌 닭을 4분의 1로 잘라서 튀긴 다음 앞서의 재료들을 모두 함께 끓이시오. 그런 다음 불에서 빼고 계란 노른자를 듬뿍 넣으시오.
- 곤들매기

구워서 차우더로 만들어 먹기도 하고, 튀겨서 수프에 넣거나 얀스 소스를 곁들여 먹소.
— 황종욱 역, 《타유방의 요리서》(울리포프레스 & 유어마인드) 중에서

현대의 요리서와는 달리 《타유방의 요리서》를 위시한 중세의 요리서들은 첨가물과 양념에 대한 분량을 표시하지 않고 있다. 하이드룬 메르클레는 그 이유로 이러한 요리서들이 “초보자에게 요리에 대한 기본 지식을 가르치려는 것이 아니라, 경험이 있는 요리사들, 추측건대 귀족의 과정에서 부엌일을 맡고 있는 직업 요리사들을 대상으로 쓰여졌”으리라는 추측을 내놓았다.

## 같이 보기
- 중세 요리

## 참고
황종욱 역. 《타유방의 요리서》. 서울: 울리포프레스 & 유어마인드. ISBN 9791186946107